# Mariana Di Girólamo
Mariana Di Girólamo Arteaga (née le 22 octobre 1991 à Santiago) est une actrice chilienne.

## Biographie
Mariana Di Girólamo est la fille de Paolo di Girolamo Quesney et de Lucía Arteaga Vial. Mariana a fait ses débuts en 2014 dans la telenovela Pituca sin lucas.

## Cinéma
- 2019 : Ema de Pablo Larraín : Ema
- 2020 : La Verónica de Leonardo Medel : Verónica Lara

## Télévision
| Telenovelas | Telenovelas              | Telenovelas                    | Telenovelas |
| Année       | Titre                    | Rôle                           | Chaîne      |
| ----------- | ------------------------ | ------------------------------ | ----------- |
| 2014-2015   | Pituca sin lucas         | María Belén Risopatrón Achondo | Mega        |
| 2016        | Pobre gallo              | Andrea González                | Mega        |
| 2017        | Perdona nuestros pecados | María Elsa Quiroga Undurraga   | Mega        |
| 2020        | La Meute                 | Sofía Radič                    | Prime Video |

## Vidéoclips
- 2013 : Las Fuerzas - Dënver. Avec Mariana Di Girólamo, Mariana Montenegro et Isabella Costa. Réalisation : Bernardo Quesney[1].
- 2015 : Siguen en mi - Benjamín Walker. Avec Mariana Di Girólamo et Benjamín Walker. Réalisation : Ignacio Walker.